# Сурбо
Су̀рбо (на италиански: Surbo) е град и община в Южна Италия, провинция Лече, регион Пулия. Разположен е на 40 m надморска височина. Населението на общината е 14 873 души (към 2012 г.).